# Frais de notaire en droit français
 (27 juin 2024).
En droit français, le rôle du notaire consiste à authentifier et constater l’accord des parties dans un acte qu’il signe avec elles. Délégataires de la puissance publique, les notaires sont détenteur d’un monopole d'état, en tant qu'officiers publics. Lorsqu’un notaire agit dans ce cadre, sa rémunération est tarifée par décret : ce sont les émoluments.
Professionnel libéral, le notaire a également un rôle de conseil. Dans ce cas, ses honoraires sont libres, puisqu'il intervient en concurrence avec d’autres professions, agents immobiliers, arbitres, avocats, géomètres, etc..
L'expression courante frais de notaire désigne l'ensemble des sommes que la ou les parties sont amenées à verser à la comptabilité du notaire, en supplément du prix éventuel convenu dans l'acte, pour en permettre l'aboutissement. C'est une expression pratique, qui ne fait pas de distinction dans la ventilation des différentes sommes en cause, mais permet d'évaluer globalement le coût de l'acte pour les parties concernées. Classiquement, cela permet d'indiquer la dépense supplémentaire à l'achat proprement dit, qui n'est généralement pas finançable par le crédit, lors d'une acquisition foncière.
Les frais de notaires comprennent les droits payés au Trésor public, les débours, les émoluments, et les honoraires. La part la plus importante de ce que les notaires facturent à leurs clients au titre des frais d'actes est ainsi formée de taxes, typiquement la taxe de publicité foncière, versées à l'État et aux collectivités locales, et de formalités imposées par l'intérêt général. Les débours sont les sommes dues à des tiers, cadastre, service de publicité foncière, syndic, et payées par le notaire pour le compte de ses clients, les frais de déplacements, et les frais exceptionnels exposés à leur demande expresse. Enfin, les émoluments et les honoraires forment la réelle rémunération du travail du notaire. Il est interdit aux notaires de percevoir aucune autre somme en raison de leur activité.
Le tarif des émoluments est censé garantir aux citoyens d'égales conditions d'accès au droit, grâce à son caractère redistributif.

## Principes généraux

### Paiement des frais
Les frais de notaires sont obligatoirement payés en totalité lors de la signature de l’acte. Le notaire doit donc refuser cette signature lorsque les sommes nécessaires n’ont pas été provisionnées. Or, leur montant ne peut généralement pas être connu avec exactitude à cette date, et varient d'un dossier à un autre, selon la nature du bien, sa localisation. C’est notamment le cas pour les formalités postérieures à la signature, qui seront connues au fur et à mesure de la préparation du dossier. La somme demandée doit alors être suffisante pour couvrir les frais prévisibles. La « provision » demandée est donc provisoire, et obligatoirement arrondie à un montant légèrement supérieur aux frais définitifs. Elle est séquestrée au nom du client, sur un compte ouvert à la Caisse des dépôts et consignations. L’excédent de provision est reversé au client, après la signature, lorsque toutes les formalités sont terminées. Ce reversement est obligatoirement accompagné d’un décompte détaillé au centime près. L’insuffisance de provision est, réciproquement, à la charge du client, et dans ce cas, le notaire a le droit de retenir les documents du client pour garantir le paiement de ses frais, sauf recours au juge de la taxation en cas de difficulté. Cependant, la méconnaissance par le notaire de son obligation de consignation préalable constitue une faute professionnelle qui peut lui être opposée par son client.
Pour tous paiements supérieurs ou égaux à 3 000 €, le notaire est tenu d'exiger un virement sur son compte ouvert à la CDC.

### Les émoluments tarifés

#### Caractère obligatoire
L’émolument est tarifé par le décret no 78-262 du 8 mars 1978 tenu à la disposition de leur clientèle par les Notaires. Selon le Conseil supérieur du notariat, ce tarif « assure la transparence des coûts du service notarial, est prévisible et peut être vérifié, est conçu pour assurer l'indépendance et l'impartialité du notaire et de ses collaborateurs. D'ailleurs les Français sont très attachés au tarif public des notaires : selon un sondage réalisé par l'institut C.S.A. en décembre 2006, 71 % des français estiment que le tarif fixé par l'État est une bonne chose car il garantit l'égalité des citoyens devant le service ».
L’émolument est obligatoire, pour le notaire, comme pour son client. Le juste calcul de l’émolument est contrôlé par la profession. À la demande du client, ou à l'occasion de l’inspection annuelle de l'étude, l’émolument erroné est rectifié par le notaire, la Chambre des Notaires, ou le Juge de la taxation.
Tous les travaux relatifs à l’élaboration et à la rédaction de l’acte signé par toutes les parties et à l’accomplissement des formalités sont compris dans l’émolument tarifé. Celui-ci est réputé suffisant pour couvrir tous les conseils, consultations, conférences, examens de pièces, projets, courriers, frais de tenue de comptes, télécommunications, copies, frais de papeterie et de bureau, frais accessoires, et autres soins et travaux relatifs à l’élaboration et à la rédaction de l’acte authentique. Le notaire devra en outre continuer à informer les parties des conséquences que pourront avoir, en tous domaines, leurs actes authentiques. Cette information obligatoire est incluse dans le tarif. Seule exception, lorsqu’un acte constate qu’un contentieux a été résolu ou évité par le notaire, le tarif est, au maximum, doublé. L’intervention de plusieurs notaires est sans frais supplémentaires pour leurs clients,. En effet, la profession garantit en toutes circonstances le libre choix du notaire par son client. Seul peut être imposé le notaire commis par décision de justice, par exemple dans le cadre d’un divorce, d’une expertise ou d’une vente aux enchères.
Le notaire peut accorder une remise totale de l’émolument, mais dans ce cas, il ne perçoit aucune rémunération. Sauf lorsque l’émolument excède 80 000 €, il ne peut pas le réduire sans l’accord de la Chambre des Notaires. Lorsque le notaire est commis en justice pour rédiger un acte, son émolument est diminué de moitié lorsqu’il n’est pas signé dans le délai prévu, et des trois quarts lorsqu’il n’est pas signé dans le double du délai fixé.

#### Domaine d'application
Lorsque le notaire reçoit un acte authentique, sa rémunération est tarifée par un émolument. Par exception :
- Les actes authentiques en matières commerciales[A 12] (fonds de commerces, baux commerciaux, location-gérance, statuts, secrétariat ou cession de sociétés) de statuts, secrétariat ou cession d'associations) et de quasi-usufruit[C 6], sont rémunérés par un honoraire de l'article XIII.
- Les déclarations de successions, qui ne sont pas des actes authentiques, sont tarifées par un émolument.

#### Calcul des émoluments

##### Barème des émoluments d'acte: le tableau I
Les actes font l’objet d’une nomenclature, dans laquelle l’émolument est fixe ou proportionnel aux capitaux énoncés dans l’acte. L’émolument fixe est le multiple d’une unité de compte, d'un montant de 3,90 € HT soit 4,68 € TTC, appelée unité de valeur (UV). L’émolument proportionnel est calculé en appliquant un pourcentage au capital ou à la valeur énoncée dans l’acte. Le taux est dégressif, et est affecté d’un coefficient multiplicateur qui varie en fonction de la nature juridique de l’acte.

##### Barèmes des émoluments de formalités: le tableau II
Les formalités sont les opérations préalables ou postérieures à l’acte authentique, liées à son accomplissement et rendues nécessaires par les lois et les règlements. Les émoluments de formalité font l’objet d’une nomenclature. L’émolument est un multiple de l’unité de valeur (UV), qui varie en fonction du type de formalité en question. Certains émoluments de formalité sont eux-mêmes multipliés lorsque la formalité est accomplie plusieurs fois, c’est le cas par exemple des frais de copies. D’autres émoluments de formalité ne sont facturés qu’une fois, c’est le cas par exemple des demandes d’état civil.

##### Émoluments de négociation
Il y a négociation lorsque le notaire, agissant en vertu d’un mandat écrit que lui a donné son client à cette fin, recherche un vendeur, acquéreur, locataire, prêteur, etc., puis, le découvre et le met en relation avec son client, soit directement, soit par l’intermédiaire d’un représentant, et reçoit l’acte ou y participe. L’émolument de négociation s’ajoute à l’émolument de préparation et d’élaboration de l’acte authentique. Le notaire peut accorder une réduction partielle de l’émolument de négociation sans l’autorisation de la Chambre des Notaires. Le juge chargé de la taxation peut également, compte tenu des circonstances, réduire cet émolument.

### Les honoraires libres dits «ARTICLE IV ou ARTICLE XIII»

#### Caractère contractuel
L’honoraire de l’art. IV du décret no 78-262 du 8 mars 1978 est contractuel, et décidé d’un commun accord entre le notaire et son client. Il s’agit donc d’un marchandage. Sa justification est qu’un notaire n’est pas tenu de donner gratuitement son temps et ses soins, qu’il a des frais généraux importants, et que toute peine mérite salaire. À l’occasion de ce marchandage, l’honoraire de l’art. IV peut être remis totalement ou partiellement. À défaut d’accord, le juge de la taxation est compétent. Une fois signé par le client, l’honoraire de l’art. IV ne peut pas être contesté. Dans ce cas, il n’y a aucun recours. L’honoraire de l’art. IV est variable d’un notaire à l’autre, et dépend : du temps passé, de l’importance du service rendu, de la complexité de l’affaire, du suivi de l’exécution, des ressources du client, de la comparaison avec la concurrence, de l’enjeu financier (gain, économie réalisée par le client, ampleur de l’engagement de responsabilité que prend le notaire), et de la rémunération, de la notoriété et de la qualification du notaire.

#### Domaine d'application
Les honoraires de l'article IV rémunèrent l’accueil du client, l’écoute, la proposition de différentes solutions, soit immédiatement, soit après une étude plus complète, l’aide à la décision et à son exécution, les soins, consultations écrites et orales, conférences, interviews, services rendus, rédaction de conventions sous seings privés ou de déclarations fiscales, examens de pièces, expertises amiables, correspondances, encaissement et garde des fonds, valeurs, loyers et fermages, tenue de comptes, procurations sous seings privés, copies, frais de télécommunications, études comparatives sur les incidences fiscales d’une opération, missions dont les notaires sont chargés à titre exceptionnel, projet d'acte authentique que le client refuse de signer, consultations sur l’opportunité et le choix de l’acte authentique, autres prestations qui précédent le stade de l’élaboration et de la rédaction de l’acte authentique, autres travaux indépendants de l’élaboration et de la rédaction d’un acte authentique signé par toutes les parties, actes authentiques en matières commerciales et de quasi-usufruit.

#### Calcul des honoraires
Le caractère onéreux et le montant estimé, ou au moins, le mode de calcul de l’honoraire de l’art. IV doit être indiqué au préalable par affichage ou par écrit. Un défaut d’avertissement préalable et chiffré ne fait cependant pas obstacle à sa taxation par le juge. Lorsque les coûts ne sont pas prévisibles, définissables ou appréciables par avance, le notaire propose plutôt un coût horaire. Lorsque les coûts sont prévisibles, le notaire applique un montant forfaitaire ou un pourcentage convenu. L’honoraire de l’art. IV pourra ensuite évoluer, à la hausse ou à la baisse, si la prestation vient à évoluer ou à différer. Lors de sa signature, le notaire le justifie, l’explique, et le détaille.
À la différence de l'honoraire de l’art. IV, l'émolument tarifé assure une équité sociale des frais de notaires, qui se traduit par la production d’actes à pertes. À travail égal, un honoraire de l’art. IV est donc, généralement supérieur à un émolument. En effet, l'honoraire de l’art. IV est égal aux coûts des moyens matériels et humains déployés, augmentés d’une marge bénéficiaire. Toutefois, s’agissant des frais d’élaboration et de rédaction de conventions sous seings privés, il est d’usage que l’honoraire de l’art. IV ne soit pas supérieur au tarif qui serait applicable à la même convention reçue par acte authentique.

### Prohibition du cumul des honoraires et des émoluments
L’honoraire de l’art. IV n’a pas pour rôle de compléter l’émolument, sous prétexte par exemple qu’il est insuffisant au regard du travail fourni. Seul le conseil indépendant de l’élaboration et de la rédaction de l’acte authentique peut être rémunéré par un honoraire de l’art. IV. L’addition de l’émolument d’acte et d’un honoraire de l’art. IV est par exemple admis au titre des procurations sous seings privés qui précédent l’acte authentique. Mais il est de principe que lorsque le conseil aboutit à la signature d’un acte authentique, seul l’émolument est dû ; lorsque le conseil n’aboutit pas à la signature d’un acte authentique, seul un honoraire de l’art. IV est dû.
À titre exceptionnel, lorsqu’un service a été effectivement rendu ou une démarche particulière effectivement accomplie, l’addition d’un honoraire de l’art. IV et d’un émolument est parfois justifiée. La frontière est donc parfois difficile à tracer entre le service rendu dans le cadre d’une prestation normale, exclusivement rémunérée par un émolument, et le service rendu dans le cadre d’une démarche particulièrement importante, autorisant le cumul d’un émolument et d’un honoraire. Cette frontière dépend finalement de la conscience de chacun et de l’information préalable du client, et donc de la possibilité qui lui est donnée de manifester son désaccord.
Le Conseil Supérieur du Notariat propose les illustrations suivantes :
- Une personne se rend chez son notaire avec une note d’un conseil juridique, qui demande à celui-ci d’établir un groupement foncier agricole avec tel et tel apport, un bail à long terme, et une donation-partage, selon les grandes lignes du dossier qu’il a préparé avec leur client commun. Seul un émolument est dû.
- Une autre personne explique à son notaire ses préoccupations pour la transmission de ses biens et lui demande de le conseiller. Rendez-vous divers et études sont suivis d’une note écrite, détaillée, dans laquelle son notaire propose plusieurs solutions avec leurs avantages et leurs inconvénients respectifs. Après réflexion, le client décide de suivre l’un des montages proposés, son notaire établit les actes. Un honoraire de l’art. IV s’ajoute à l’émolument.

## Principales applications

### Bail commercial
Honoraires de rédaction d'actes et de formalités : articleXIII.

### Contrat de mariage
La provision sur frais du contrat de mariage peut être évaluée à 400 €[réf. souhaitée] pour les cas les plus simples: séparation des biens, communauté universelle, participation aux acquêts. En cas de constitutions de dot, d'inscription de l'hypothèque légale, d'apport en communauté d'un immeuble propre ou indivis par proportions inégales, ce montant sera plus élevé.
| Émoluments d'acte                                  | Émoluments d'acte                                                          | Émoluments d'acte | 234 € T.T.C.                    |
| Émoluments de formalités                           |                                                                            |                   |                                 |
| Demandes d'état civil.                             | Cet émolument ne peut être perçu qu'une seule fois                         | 14,04 € T.T.C.    |                                 |
| Frais de copies authentiques et de numérisation    | Sur demande, par page. Compter 3 à 10 pages pour les cas les plus simples. | 1,53 € T.T.C.     |                                 |
| Simples photocopies                                | Sur demande, par page. Cet émolument n’est pas applicable aux projets.     | 0,47 € T.T.C.     |                                 |
| Certificat à remettre à l'officier de l'état civil | Sans frais                                                                 | 0,00 €            |                                 |
| Débours                                            | Droits d'enregistrement                                                    |                   | 125,00 €                        |
| Débours                                            | Inventaire du mobilier                                                     | Si besoin         | Tarif des commissaires-priseurs |

### Divorce

#### Procédure amiable
Les frais de partage peuvent, schématiquement, être évalués à 3 % de l’actif brut. Lorsque les biens immobiliers ne seront pas conservés par les époux, ils seront avisés de différer quelque peu leur divorce, et de n’y procéder qu’après les avoir vendu, et partagé amiablement le prix entre eux. Ils en informent leur avocat, et seul le droit de 2,5 % est dû. En l'absence de bien immobilier l'acte notarié n'est pas obligatoire. De ce fait le divorce reviendra moins cher.
Mais lorsque l’un des époux souhaite conserver un bien immobilier commun ou indivis, il faut faire un partage notarié. Les opérations se décomposent alors en trois parties :
1. Un partage notarié sous condition suspensive,
2. Le jugement de divorce,
3. Un acte notarié de dépôt du jugement de divorce.

##### Partage notarié sous condition suspensive.
| Émoluments d'acte,       | Biens communs ou indivis                                                            | Total de tous les actifs, sans déduction du passif : valeurs des biens existants réellement (biens immobiliers, comptes en banque, mobilier, véhicules) ; valeurs des biens déclarés dans l’acte comme antérieurement partagés ; excèdent de récompenses dues par un époux à la communauté ; sans déduction de l’excèdent de récompenses dues par la communauté aux époux, de la soulte, ou du passif (factures, solde de prêts, frais de notaire, etc).                                                                  | De 0 à 6 500 € : 2,5 % T.T.C. De 6500 à 17 000 € : 1,03125 % T.T.C. De 17000 à 30 000 € : 0,6875 % T.T.C. Au-delà : 0,515625 % T.T.C. |
| Émoluments d'acte,       | Biens propres                                                                       | Total de tous les actifs, sans déduction du passif | 0,299 % |
| Émoluments de formalités | Demandes de pièces d'état civil.                                                    | Cet émolument ne peut être perçu qu'une seule fois | 13,09 € T.T.C. |
| Émoluments de formalités | Demandes de renseignements hypothécaires                                            | Si besoin, par demande ou par renouvellement (leur durée de validité est limitée) (leur nombre dépend de la nature et de la situation des biens). | 4,36 € T.T.C. |
| Émoluments de formalités | Attestations                                                                        | Sur demande, par exemplaire | 4,36 € T.T.C. |
| Émoluments de formalités | Pièces d’urbanisme                                                                  | Sauf dispense. Cet émolument ne peut être perçu qu'une seule fois | 65,48 € T.T.C. |
| Émoluments de formalités | Permis de construire, déclaration d'achèvement de travaux, certificat de conformité | Sauf dispense. Lorsqu’un bien immobilier a été acheté en VEFA ou construit après l’achat du terrain. Cet émolument ne peut être perçu qu'une seule fois. | 65,48 € € T.T.C. |
| Émoluments de formalités | Frais de copies authentiques et de numérisation                                     | Par page (compter 30 à 300 pages selon la complexité du dossier) | 1,53 € T.T.C. |
| Émoluments de formalités | Simples photocopies                                                                 | Si besoin, par page. Cet émolument n’est pas applicable aux projets. | 0,44 € T.T.C. |
| Débours et Trésor Public | Droits d’enregistrement.                                                            | Droit fixe | 125,00 € |
| Débours et Trésor Public | Droits d’enregistrement.                                                            | Le droit de partage est calculé sur l'actif net : biens existants réellement (biens immobiliers, actifs bancaires, véhicules), biens déclarés dans l’acte comme antérieurement partagés, excèdent de récompenses dues par un époux à la communauté. Le passif est déductible : factures, solde de prêts, frais de notaire, excèdent de récompenses dues par la communauté aux époux, etc. La soulte n'est pas déductible. Attention, il y a de nombreuses exceptions, notamment en matière de prestations compensatoires. | 2,5 % |
| Débours et Trésor Public | Demandes de renseignements hypothécaires                                            | Au minimum, si besoin, par demande ou par renouvellement. Leur nombre dépend de la nature et de la situation des biens ; leur durée de validité est limitée. | Minimum 12,00 € |
| Débours et Trésor Public | Demande de copie du titre de propriété                                              | Si besoin | 15,00 € |
| Débours et Trésor Public | Demande de copie du contrat de mariage des époux au notaire qui l'avait rédigé      | Si besoin | Article IV |

Si le divorce n’est jamais prononcé, les émoluments sont acquis au notaire, le droit de 125 € est acquis au Trésor Public, le droit de 1,1 % est restitué aux époux.

##### Acte notarié de dépôt du jugement de divorce
| Émoluments d'acte,       | Biens communs ou indivis                                                  | Total de tous les actifs, sans déduction du passif : valeurs des biens existants réellement (biens immobiliers, comptes en banque, mobilier, véhicules) ; valeurs des biens déclarés dans l’acte comme antérieurement partagés ; excèdent de récompenses dues par un époux à la communauté ; sans déduction de l’excèdent de récompenses dues par la communauté aux époux, de la soulte, ou du passif (factures, solde de prêts, frais de notaire, etc). | De 0 à 6 500 € : 2,5 % T.T.C. De 6500 à 17 000 € : 1,03125 % T.T.C. De 17000 à 30 000 € : 0,6875 % T.T.C. Au-delà : 0,515625 % T.T.C. |
| Émoluments d'acte,       | Biens propres                                                             | Total de tous les actifs, sans déduction du passif | 0,299 % |
| Émoluments de formalités | Demandes de pièces d'état civil.                                          | Déjà perçu | 0,00 € |
| Émoluments de formalités | Demandes de renseignements hypothécaires                                  | Si besoin, par demandes ou par renouvellements, avec un minimum de deux demandes. Leur nombre dépend de la nature et de la situation des biens, leur durée de validité est limitée. | 4,36 € T.T.C. |
| Émoluments de formalités | Attestations                                                              | Si besoin, par exemplaire | 4,36 € T.T.C. |
| Émoluments de formalités | Formalité de publication aux hypothèques                                  | Si besoin, par bureau de conservation des hypothèques concerné | 43,65 € T.T.C. |
| Émoluments de formalités | Notifications aux syndics de copropriété et au fichier des testaments     | Si besoin, par notification. | 17,46 € T.T.C. |
| Émoluments de formalités | Frais de copies authentiques, de copies hypothécaires, et de numérisation | Par page, si besoin. Compter 30 à 300 pages selon la complexité du dossier) | 2,85 € T.T.C. |
| Émoluments de formalités | Simples photocopies                                                       | Par page. Cet émolument n’est pas applicable aux projets. | 0,44 € T.T.C. |
| Débours et Trésor Public | Droits d’enregistrement                                                   | | 125,00 € |
| Débours et Trésor Public | Demandes de renseignements hypothécaires                                  | Si besoin, par demandes ou par renouvellements, avec un minimum de deux demandes. Leur nombre dépend de la nature et de la situation des biens, leur durée de validité est limitée. | Au minimum 12,00 € |
| Débours et Trésor Public | Salaire du conservateur des hypothèques                                   | Valeur des immeubles partagés | 0,1 % |

Il faudra également se poser la question des plus-values, en particulier pour le fonds de commerce qui dépend de la communauté.

### PACS
La provision sur frais de pacte civil de solidarité peut être évaluée à 500 €[réf. souhaitée].
| Émoluments d'acte                               | Émoluments d'acte                                                    | Émoluments d'acte            | 218,27 € T.T.C. |
| Émoluments de formalités                        |                                                                      |                              |                 |
| Demandes d'état civil.                          | Cet émolument ne peut être perçu qu'une seule fois                   | 13,09 € T.T.C.               |                 |
| Frais de copies authentiques et de numérisation | Par page. Compter 3 à 30 pages selon la nature du régime.            | 1,53 € T.T.C.                |                 |
| Simples photocopies                             | Si besoin, par page. Cet émolument n’est pas applicable aux projets. | 0,44 € T.T.C.                |                 |
| Notification au Tribunal d'Instance             | Si besoin                                                            | 17,46 €                      |                 |
| Débours                                         |                                                                      |                              |                 |
| Droits d'enregistrement                         |                                                                      | 125,00 €                     |                 |
| Inventaire du mobilier                          | Si besoin                                                            | Tarif du commissaire-priseur |                 |

### Procurations

#### Procurations sous seing privé
Rédaction ou certification de signature : Article IV.

#### Procurations authentique
| Émoluments d'acte        | Émoluments d'acte                               | Émoluments d'acte                                  | 30,56 € T.T.C. |
| Émoluments de formalités | Demandes d'état civil.                          | Cet émolument ne peut être perçu qu'une seule fois | 13,09 € T.T.C. |
| Émoluments de formalités | Frais de copies authentiques et de numérisation | Par page. Compter 2 à 10 pages.                    | 1,38 € T.T.C.  |
| Débours                  | Droits d'enregistrement                         |                                                    | 25,00 € T.T.C. |

#### Procuration en brevet
| Émoluments d'acte        | Émoluments d'acte                  | Émoluments d'acte                                  | 21,83 € T.T.C. |
| Émoluments de formalités | Demandes d'état civil.             | Cet émolument ne peut être perçu qu'une seule fois | 13,09 € T.T.C. |
| Émoluments de formalités | Frais de copies et de numérisation | Par page. Compter 2 à 10 pages.                    | 0,50 € T.T.C.  |
| Débours                  | Droits d'enregistrement            |                                                    | 25,00 € T.T.C. |

### Succession

#### Acte de notoriété
La provision sur frais d'acte de notoriété peut être évaluée à 400 €[réf. souhaitée].
| Émoluments d'acte                                                                         | Émoluments d'acte                                                                                    | Émoluments d'acte | 65,48 € T.T.C. |
| Émoluments de formalités                                                                  | |                   |                |
| Demandes d'état civil.                                                                    | Cet émolument ne peut être perçu qu'une seule fois                                                   | 13,09 € T.T.C.    |                |
| Interrogation du fichier central des testaments                                           | L'émolument est perçu par fichier consulté et non par consultation, sauf nécessité de renouvellement | 13,09 € T.T.C.    |                |
| Frais de copies authentiques et de numérisation                                           | Si besoin, par page                                                                                  | 1,53 € T.T.C.     |                |
| Simples photocopies                                                                       | Par page. Cet émolument n’est pas applicable aux projets.                                            | 0,44 € T.T.C.     |                |
| Notification à la mairie du lieu du décès                                                 | | 17,46 € T.T.C.    |                |
| Notifications aux établissements bancaires du défunt                                      | Si besoin, par pièce                                                                                 | 17,46 € T.T.C.    |                |
| Certificat d'hérédité                                                                     | Si besoin, par attestation délivrée                                                                  | 4,37 € T.T.C.     |                |
| Débours                                                                                   | |                   |                |
| Droits d'enregistrement                                                                   | | 25,00 €           |                |
| Interrogation du fichier central des testaments                                           | | 10,74 €           |                |
| Si besoin, demande de copie du contrat de mariage du défunt au notaire qui l'avait rédigé | | Article IV        |                |

#### Attestation immobilière
| Émoluments d'acte        | - Sur la totalité des biens immobiliers de communauté ; - Sur les parts et portions d'immeubles indivis, mobilier exclus. | - Sur la totalité des biens immobiliers de communauté ; - Sur les parts et portions d'immeubles indivis, mobilier exclus.                                                | Minimum : 87,31 € T.T.C. ; de 0,00 € à 6 500,00 € : 2,392 % T.T.C. ; de 6 500,00 € à 17 000,00 € : 1,3156 % T.T.C. ; de 17 000,00 € à 30 000,00 € : 0,897 % T.T.C. ; au-delà : 0,6578 % T.T.C. |
| Émoluments de formalités | Demandes de pièces d'état civil.                                                                                          | Déjà perçu | 0,00 € T.T.C. |
| Émoluments de formalités | Interrogation du cadastre.                                                                                                | Lorsque la demande a été effectuée par le notaire. Cet émolument ne peut être perçu qu'une seule fois                                                                    | 13,09 € T.T.C. |
| Émoluments de formalités | Demandes de renseignements hypothécaires                                                                                  | Par demandes ou par renouvellements, avec un minimum de deux demandes. Leur nombre dépend de la nature et de la situation des biens, leur durée de validité est limitée. | 4,36 € T.T.C. |
| Émoluments de formalités | Demande de copie des permis de construire, déclaration d'achèvement de travaux, certificat de conformité                  | Lorsque le bien vendu avait été acheté en VEFA ou construit après l’achat du terrain Cet émolument ne peut être perçu qu'une seule fois.                                 | 65,48 € T.T.C. |
| Émoluments de formalités | Demandes relatives à l'assurance dommage-ouvrage                                                                          | Lorsque le bien vendu avait été, depuis moins de 10 ans, acheté en VEFA ou construit après l’achat du terrain. Cet émolument ne peut être perçu qu'une seule fois.       | 65,48 € T.T.C. |
| Émoluments de formalités | Interrogation et notifications aux syndics                                                                                | Lorsque les biens dépendent d'une copropriété, par copropriété distincte                                                                                                 | 17,46 € T.T.C. |
| Émoluments de formalités | Formalité de publication aux hypothèques                                                                                  | Par bureau de conservation des hypothèques concerné | 43,65 € T.T.C. |
| Émoluments de formalités | Notifications après signature                                                                                             | Lorsque les biens hérités sont loués, par locataire, | 17,46 € T.T.C. |
| Émoluments de formalités | Notifications après signature                                                                                             | Lorsque les biens dépendent d'une copropriété, par copropriété distincte                                                                                                 | 17,46 € T.T.C. |
| Émoluments de formalités | Notifications après signature                                                                                             | Lorsque les biens hérités sont des monuments historiques, | 21,82 € T.T.C. |
| Émoluments de formalités | Frais de copies authentiques et de numérisation                                                                           | Par page (compter 15 à 150 pages selon la complexité du dossier) | 1,53 € T.T.C. |
| Émoluments de formalités | Simples photocopies | Sur demande, par page. Cet émolument n’est pas applicable aux projets.                                                                                                   | 0,44 € T.T.C. |
| Émoluments de formalités | Attestations simples | Sur demande, par exemplaire | 4,36 € T.T.C. |
| Débours et Trésor Public | Droits d’enregistrement.                                                                                                  | Droits d’enregistrement. | 125 € |
| Débours et Trésor Public | Demandes de renseignements hypothécaires                                                                                  | Par demandes ou par renouvellements, avec un minimum de deux demandes. Leur nombre dépend de la nature et de la situation des biens, leur durée de validité est limitée. | Au minimum, 12,00 € |
| Débours et Trésor Public | Salaire du conservateur des hypothèques                                                                                   | Sur la valeur des biens immobiliers, mobilier exclus | 0,1 % |

#### Déclaration de succession
| Émoluments d'acte        | - Sur l'actif brut total, communauté, bien propres du défunt, immeubles en France ou hors de France, meubles, parts et portions de biens détenus indivisément par le défunt, forfait mobilier, récompenses dues à la communauté ou au défunt, rapports des donations en avance de part successorale, primes d'assurance-vie excédant l'abattement de 30 500,00 T.T.C.. - Déduction uniquement du mobilier compris dans l'inventaire du commissaire-priseur et des récompenses dues par la communauté au conjoint survivant. - Aucune déduction des autres passifs. | - Sur l'actif brut total, communauté, bien propres du défunt, immeubles en France ou hors de France, meubles, parts et portions de biens détenus indivisément par le défunt, forfait mobilier, récompenses dues à la communauté ou au défunt, rapports des donations en avance de part successorale, primes d'assurance-vie excédant l'abattement de 30 500,00 T.T.C.. - Déduction uniquement du mobilier compris dans l'inventaire du commissaire-priseur et des récompenses dues par la communauté au conjoint survivant. - Aucune déduction des autres passifs. | Minimum : 87,31 € T.T.C. ; de 0,00 € à 6 500,00 € : 1,9136 % T.T.C. ; de 6 500,00 € à 17 000,00 € : 1,05248 % T.T.C. ; de 17 000,00 € à 30 000,00 € : 0,7176 % T.T.C. ; au-delà : 0,52624 % T.T.C. |
| Émoluments de formalités | Demandes de pièces d'état civil. | Déjà perçu | 0,00 € T.T.C. |
| Émoluments de formalités | Recherche des contrats d'assurance-vie | Par établissement bancaire ou d'assurance vie interrogé | 43,65 € T.T.C. |
| Émoluments de formalités | Recherches en matière de recours de l'aide sociale ou du F.N.S. | Par Conseil Général ou Caisse de Retraite interrogés | 4,37 € T.T.C. |
| Émoluments de formalités | Interrogation du greffe du tribunal de commerce. | Lorsque le défunt était commerçant ou gérant de société | 13,09 € T.T.C. |
| Émoluments de formalités | Interrogation du syndic | Lorsque les biens dépendent d'une copropriété avec syndic | 65,48 € T.T.C. |
| Émoluments de formalités | Frais de numérisation | Par page : - De la déclaration pour versement d'acompte. - De la déclaration principale. | 0,05 € T.T.C. |
| Émoluments de formalités | Simples photocopies | Par page : - De la déclaration pour versement d'acompte. - De la déclaration principale. Cet émolument n’est pas applicable aux projets. | 0,44 € T.T.C. |
| Émoluments de formalités | Demande de remise de pénalités pour faits non imputables au notaire | | 43,65 € T.T.C. |
| Débours et Trésor Public | Droits d’enregistrement. | | Application d'un abattement puis d'un impôt progressif |

### Testament

#### Testament olographe
| Honoraires | Conseils et formalités | Conseils et formalités | Article IV |
| Débours    | Inscription au FCDDV   | Par testament          | 10,74 €    |

#### Testament authentique
| Émoluments d'acte                               | Émoluments d'acte                                                      | Émoluments d'acte | 130,96 € |
| Émoluments de formalités                        |                                                                        |                   |          |
| Demandes d'état civil.                          | Cet émolument ne peut être perçu qu'une seule fois                     | 13,09 € T.T.C.    |          |
| Notification au fichier central des testaments  | Sur demande                                                            | 17,46 € T.T.C.    |          |
| Frais de copies authentiques et de numérisation | Sur demande, par page                                                  | 1,53 € T.T.C.     |          |
| Simples photocopies                             | Sur demande, par page. Cet émolument n’est pas applicable aux projets. | 0,44 € T.T.C.     |          |
| Débours                                         | Frais du fichier central des testaments                                | Sur demande       | 10,74 €  |

### Vente immobilière

#### Promesse et compromis de vente
Les honoraires du notaire au titre de la rédaction de la promesse de vente sous seing privé sont libres. Ils sont généralement comparables à ceux que facturerait un professionnel du droit pour la rédaction d'un tel contrat, mais sont souvent neutres financièrement s'ils sont déduits des honoraires pris ensuite pour l'acte authentique.

#### Réalisation de la vente
| Émoluments d'acte         | Vente amiable : - sauf HLM - sauf logement en VEFA ou neuf, lorsqu'il dépend d'un immeuble comprenant plus de 10 habitations | Sur le prix des meubles et des immeubles | Minimum: 87,31 € TTC ; de 0,00 € à 6 500,00 € : 4,784 % TTC ; de 6 500,00 € à 17 000,00 € : 1,9734 % TTC ; de 17 000,00 € à 60 000,00 €: 1,3156 % TTC ; au-delà : 0,9867 % TTC |
| Émoluments de négociation | | En cas de vente négociée par le notaire, sur le prix des meubles et des immeubles | De 0,00 € à 45 735,00 € : 5,98 % TTC ; au-delà : 2,99 % TTC |
| Émoluments de formalités  | Purge du délai de rétractation de l'acquéreur. | Lorsqu'elle est effectuée par le notaire | 43,65 € TTC |
| Émoluments de formalités  | Interrogation du greffe du tribunal de commerce. | Lorsque le vendeur est commerçant ou gérant de société | 13,09 € TTC |
| Émoluments de formalités  | Forfait actes publiés au service de la publicité foncière | Pour toutes les ventes, perçu une seule fois. | 421,20 € TTC |
| Émoluments de formalités  | Demandes de décompte de remboursement anticipé des prêts restant dus par le vendeur | Lorsque la garantie de la banque est hypothécaire. Cet émolument ne peut être perçu qu'une seule fois.                                                                                  | 13,09 € TTC |
| Émoluments de formalités  | Purge du droit de préemption des communes et collectivités locales, des coindivisaires, de la SAFER, du locataire ou autres | Lorsqu'un droit de préemption existe, par notification . | 43,65 € TTC |
| Émoluments de formalités  | Demande de pièces d’urbanisme (C.U., N.R.U., etc.) | Lorsqu'elle est faite par le notaire. Cet émolument ne peut être perçu qu'une seule fois                                                                                                | 65,48 € TTC |
| Émoluments de formalités  | Demande de copie des permis de construire, déclaration d'achèvement de travaux, certificat de conformité | Lorsque le bien vendu avait été acheté en VEFA ou construit après l’achat du terrain. Cet émolument ne peut être perçu qu'une seule fois.                                               | 65,48 € TTC |
| Émoluments de formalités  | Demandes relatives à l'assurance dommage-ouvrage | Lorsque le bien vendu avait été, depuis moins de 10 ans, acheté en VEFA ou construit après l’achat du terrain. Cet émolument ne peut être perçu qu'une seule fois.                      | 65,48 € TTC |
| Émoluments de formalités  | Interrogation et notifications aux syndics | Lorsque les biens dépendent d'une copropriété avec syndic | 100,40 € TTC |
| Émoluments de formalités  | Interrogation et notifications aux syndics | Lorsque les biens dépendent de plusieurs copropriétés avec syndic, par copropriété supplémentaire                                                                                       | 34,92 € TTC |
| Émoluments de formalités  | Attestation de superficie loi Carrez | Lorsque la superficie est simplement déclarée par le vendeur sous sa responsabilité, ou est inférieure à 8 m2, par exemplaire,                                                          | 8,73 € TTC |
| Émoluments de formalités  | Attestation de superficie loi Carrez | Lorsqu'une attestation a été établie ,, ajouter: | 13,09 € TTC |
| Émoluments de formalités  | Constat de risque d'exposition au plomb, constat amiante, état relatif à la présence de termites dans le bâtiment, état de l'installation intérieure de gaz, état des risques naturels et technologiques, diagnostic de performance énergétique, état de l'installation intérieure d'électricité, contrôle des installations d'assainissement non collectif | Par pièce | 17,46 € TTC |
| Émoluments de formalités  | Appels de fonds adressé aux banques | Lorsque l'acquéreur fait un emprunt, par demande | 17,46 € TTC |
| Émoluments de formalités  | Formalité de publication aux hypothèques | Par bureau de conservation des hypothèques concerné | 23,40 € TTC |
| Émoluments de formalités  | Notifications après signature ; | Lorsque le bien est vendu loué, | 17,46 € TTC |
| Émoluments de formalités  | Notifications après signature ; | Lorsque le bien vendu est un monument historique, | 21,82 € TTC |
| Émoluments de formalités  | Déclaration de plus-value | Lorsqu'elle est due par le vendeur. | 65,48 € TTC |
| Émoluments de formalités  | Déclaration de TVA | Lorsqu'elle est due par le vendeur. | 21,82 € TTC |
| Débours et Trésor Public  | Droits d’enregistrement. | Immeuble achevé depuis plus de 5 ans ou terrain à bâtir, sur le prix, ou première revente d'un immeuble achevé depuis moins de 5 ans, sur le prix, déduction du mobilier s'il y a lieu. | De 5.09 % à 5,807 % suivant départements |
| Débours et Trésor Public  | Droits d’enregistrement. | VEFA. | 0,715 % |
| Débours et Trésor Public  | Interrogation du greffe du tribunal de commerce. | Lorsque le vendeur est commerçant ou gérant de société | 6,13 € TTC |
| Débours et Trésor Public  | Dossier du géomètre | Lorsque les demandes d'urbanisme et de cadastre ne sont pas faites par le notaire | Tarif des géomètres |
| Débours et Trésor Public  | Demandes de renseignements hypothécaires | Par demandes ou par renouvellements, avec un minimum de deux demandes. Leur nombre dépend de la nature et de la situation des biens, leur durée de validité est limitée.                | Minimum 12,00 € |
| Débours et Trésor Public  | Demande de copie du contrat de mariage des époux au notaire qui l'avait rédigé | Si besoin | Article IV |
| Débours et Trésor Public  | Salaire du conservateur du Service de la publicité foncière | Sur le prix de vente, sauf le mobilier | 0,1 % |